# 莫日戈
莫日戈，是匈牙利巴兰尼亚州所辖的一个村。总面积21.76平方公里，总人口1025，人口密度47.1人/平方公里（2011年1月1日）。